# Tàrbena (ort)
Tárbena är en ort i Spanien.   Den ligger i provinsen Provincia de Alicante och regionen Valencia, i den östra delen av landet, 400 km sydost om huvudstaden Madrid. Tárbena ligger 559 meter över havet och antalet invånare är 712.
Terrängen runt Tárbena är huvudsakligen kuperad, men åt sydost är den bergig. Runt Tárbena är det tätbefolkat, med 331 invånare per kvadratkilometer. Närmaste större samhälle är Benidorm, 17,5 km söder om Tárbena. 